# فيسيم (سفيردلوفسك)
فيسيم (بالروسية: Висим) هي مدينة في مقاطعة سفيردلوفسك أوبلاست في روسيا.
يبلغ عدد سكانها حوالي 1685 نسمة.

## أعلام
- ديمتري مامين سيبيرايك